# NGC 995
NGC 995 је лентикуларна галаксија у сазвежђу Андромеда која се налази на NGC листи објеката дубоког неба.
Деклинација објекта је + 41° 31' 44" а ректасцензија 2h 38m 31,9s. Привидна величина (магнитуда) објекта NGC 995 износи 13,5 а фотографска магнитуда 14,5. NGC 995 је још познат и под ознакама UGC 2118, MCG 7-6-44, CGCG 539-63, PGC 10008.